# Graham Wallas

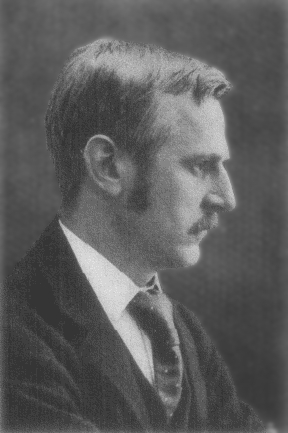
Graham Wallas

Graham Wallas, född 31 maj 1858, död 9 augusti 1932, var en engelsk socialist och socialpsykolog. Han var en av ledarna för Fabian society och deltog i grundandet av London School of Economics.
Han var född i Monkwearmouth i Sunderland och fick sin utbildning vid Shrewsbury-skolan och Corpus Christi College vid Oxfords universitet. I Oxford övergav han sin religion. Han undervisade vid Highgate School fram till 1885 (då han valde att säga upp sig hellre än att delta i nattvarden) och han var ordförande i Rationalist Press Association.
Wallas gick med i Fabian society i april 1886 efter att ha blivit bekant med Sidney Webb och George Bernard Shaw. Han lämnade det dock 1904 i protest mot det fabianska stödet för Joseph Chamberlains handelstullspolitik. Fr.o.m. 1895 föreläste han vid London School of Economics.
I The Great Society (1914) hävdade Wallas att en socialpsykologisk analys skulle kunna förklara de problem som den industriella revolutionen skapat för det moderna samhället. Han kontrasterar de roller som i det moderna samhället spelas av natur respektive uppfostran (nurture) och sätter sitt hopp till utvecklandet av starkare internationellt samarbete.